# Great Blue Hole
Il Great Blue Hole (in italiano letteralmente "Grande Voragine Blu") è una grande dolina marina situata ad est delle coste del Belize, nel Mar dei Caraibi. Jacques-Yves Cousteau, colui che fece le prime esplorazioni in questo sito, elesse il Great Blue Hole come uno dei dieci siti di immersione più interessanti al mondo, dopo esservisi recato nel 1971 con la sua nave Calypso per monitorarne la profondità.

## Caratteristiche

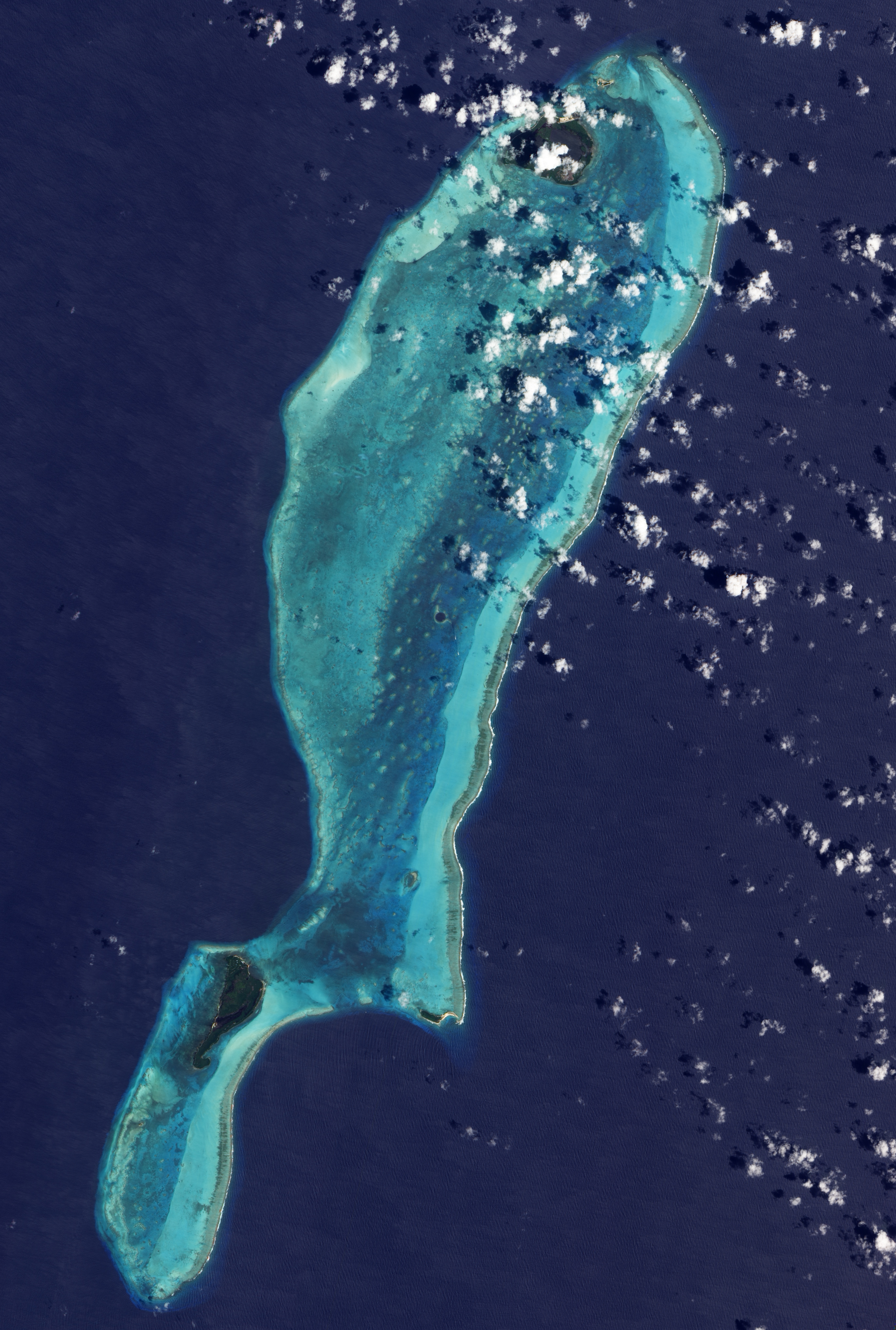
Vista satellitare del Lighthouse Reef.

Si trova vicino al centro dell'atollo di Lighthouse Reef, a circa 60 km di distanza dalla città di Belize. La cavità è quasi perfettamente circolare, larga oltre 300 metri e profonda 123 metri. Facendo parte della Belize Barrier Reef è riconosciuto dall'UNESCO come patrimonio dell'umanità.
Si formò come grotta calcarea durante l'ultima Era glaciale quando il livello del mare era molto più basso. Quando l'oceano iniziò a rialzarsi la grotta si allagò e il tetto collassò verso il basso, dando forma ad una valle di crollo sommersa.

## Subacquea
Il Great Blue Hole è di grande interesse per la subacquea, anche se per via delle pareti quasi verticali (a volte anche a parete strapiombante) e della grande profondità la parte più bassa della cavità è poco visitata.
Il vero motivo di richiamo sono le pareti stesse, da circa 30 metri di profondità, che sono caratterizzate da un grandissimo numero di stalattiti, alcune lunghe fino a 12 metri. I subacquei possono nuotare tra di esse, a patto di prestare grande attenzione al proprio assetto. Più in profondità inizia il regno delle immersioni tecniche, con passaggi più angusti.

## Habitat
Il Great Blue Hole è frequentato da diverse specie marine delle quali riportiamo le più importanti, tra gli squali ricordiamo il Ginglymostomatidae conosciuto come "squalo nutrice", il Carcharhinus leucas (lo "squalo leuca"), il C. perezi e infine il C. melanopterus (lo "squalo pinna nera del reef"). Tra le altre specie con maggior diffusione ricordiamo l'Epinephelus caninus conosciuto con il nome di "cernia gigante".